# Schlacke (Metallurgie)

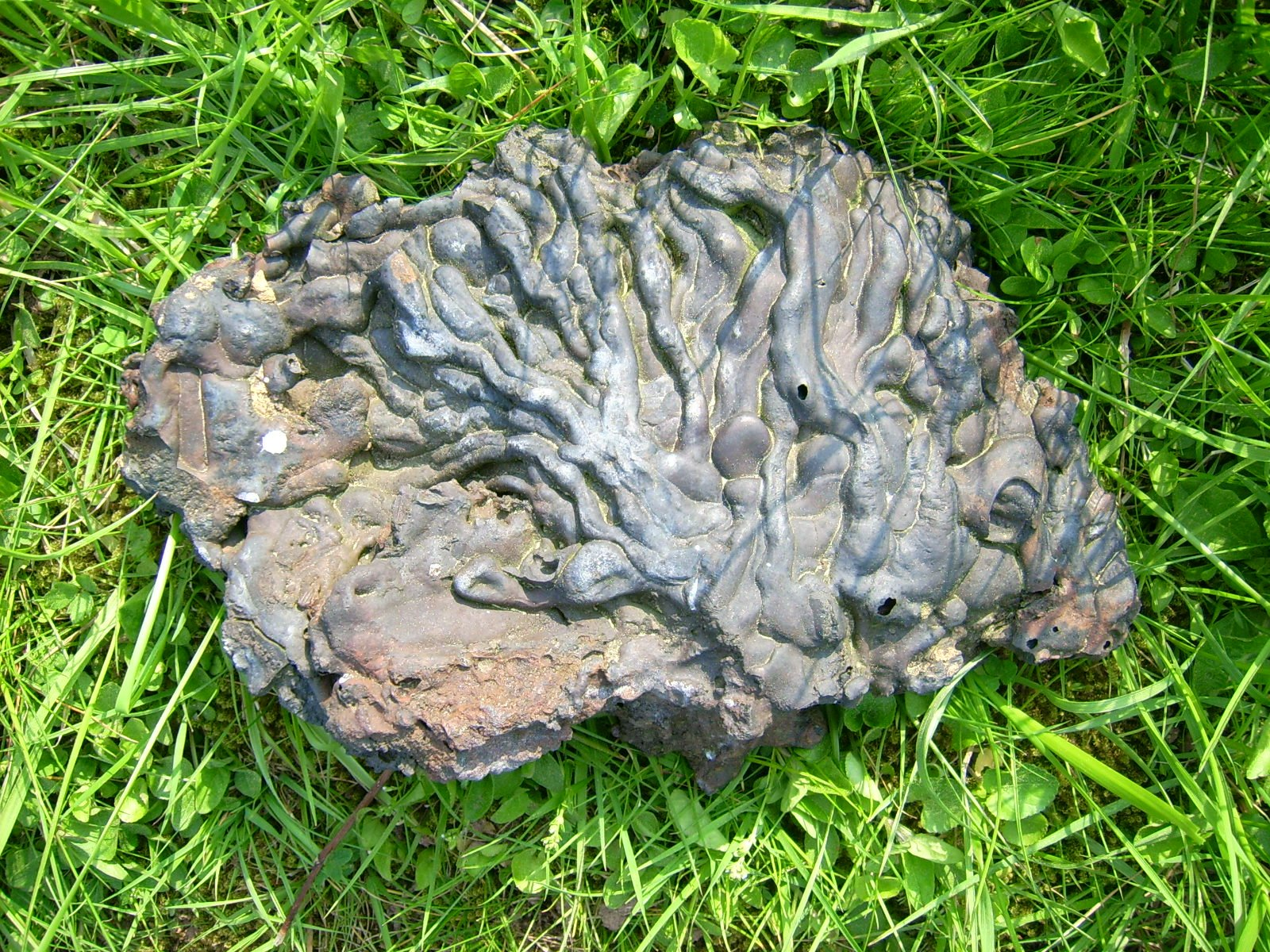
Ein Stück Schlacke aus einem Rennofen

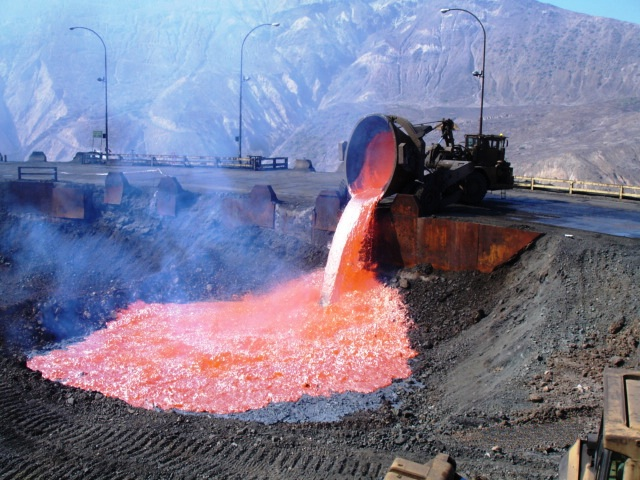
Flüssige Schlacke wird abgekippt

Schlacke bezeichnet in der Metallurgie die glasig oder kristallin erstarrten nichtmetallischen Begleitphasen. Es handelt sich dabei um ein Stoffgemisch, das sich aus basischen und sauren Oxiden zusammensetzt. Es entsteht bei der Gewinnung von Metallen in der Erzverhüttung. Schlacke ist ein metallurgisches Werkzeug, das für die Herstellung von Roheisen und Stahl zwingend notwendig ist. Die Bezeichnung Schlacke hat sich zu Beginn der Erzverhüttung aus dem Verb schlagen entwickelt, da in dieser Zeit die nichtmetallischen Begleitphasen durch Schlagen vom Metall (Luppe) getrennt wurden. Eine bildhafte Darstellung hierzu findet sich am Beispiel der Eisenerzeugung bei Agricola. Bei der Kupfererzeugung entstand der vom Kupferschläger gewonnene Kupfer-Hammerschlag oder Kupferschlag (im Wesentlichen Kupfer (II)-oxid).
Schlacke tritt bei den metallurgischen Prozessen in schmelzflüssiger Form auf. Verunreinigungen, die leichter sind als das geschmolzene Metall und daher auf diesem aufschwimmen, aber einen höheren Schmelzpunkt haben und damit in fester Form vorliegen, werden als Krätze bezeichnet.

## Entstehung
Schlacken entstehen bei fast allen metallurgischen Herstellungs- und Verarbeitungsprozessen. Bei der Verhüttung in Hochtemperaturprozessen bildet sich infolge ihrer geringeren Dichte eine homogene Schlackenschicht (sogenannte Schlackendecke) auf dem Metallbad. Die Schlacke wird im Schmelzfluss vom Metall abgetrennt und anschließend in flüssigem Zustand abgekühlt: entweder durch Abschreckung mit Wasser (dann entsteht aus Hochofenschlacke glasiger, feinkörniger Hüttensand) oder durch Abgießen in sogenannte Beete, in denen sich ein kristallines Gestein bildet, das mit natürlicher Lava vergleichbar ist. Beim Abgießen erfolgt zuvor meist eine Zugabe von Schlackenbinder. Schlacken-Bindemittel bestehen aus zermahlenem und abgesiebtem Vulkangestein. Diese binden Verunreinigungen zu einem festen, leicht entfernbaren Schlackenkuchen und verhindern Verunreinigungen beim Schmelzen. Die abgegossene Schlacke durchläuft anschließend weitere Aufbereitungsschritte, wie zum Beispiel brechen, sieben, mahlen und klassieren, wie sie auch bei der Aufbereitung von natürlichem Gestein Verwendung finden.

## Arten
Metallurgische Schlacke ist eine Gesteinsschmelze, die im Wesentlichen aus nichtmetallischen Komponenten besteht und äußerlich natürlichen Gesteinen vulkanischen Ursprungs ähnelt.
Es wird zwischen folgenden Schlackenarten unterschieden (vgl. hierzu DIN 4301):
Eisenhüttenschlacke
1. Hochofenschlacke (kurz HOS) entsteht bei der Erzeugung von Roheisen durch thermochemische Reduktionsprozesse im Hochofen. Sie besteht aus den nichtmetallischen Komponenten des Eisenerzes, Bestandteilen von Koks bzw.   Kohle sowie aus den aus metallurgischen Gründen benötigten Zuschlägen, wie Kalkstein oder Dolomit.
2. Stahlwerksschlacke (kurz SWS) entsteht bei der Erzeugung von Rohstahl bzw. Stahl und wird unterschieden in:
  - a) Konverterschlacke oder LD-Schlacke (kurz LDS), die bei der Umwandlung von flüssigem Roheisen zu Rohstahl im LD-Konverter entsteht. Sie wird aus Zuschlägen wie Kalkstein oder Dolomit gebildet und enthält neben Calcium auch andere unter den oxidierenden Bedingungen des Prozesses oxidierte Bestandteile.
  - b) Elektroofenschlacke (kurz EOS), die bei der Verhüttung von Stahlschrott im Elektrolichtbogenofen entsteht. Sie wird aus Zuschlägen wie Kalkstein oder Dolomit gebildet und enthält darüber hinaus Bestandteile, die unter den Bedingungen des Prozesses oxidieren.
  - c) Edelstahlschlacke (kurz EDS), die bei der Verhüttung von Stahlschrott zur Erzeugung von rostfreiem und/oder hochlegiertem Stahl in verschiedenen metallurgischen Aggregaten entsteht. Sie wird unter Zugabe unterschiedlicher Zuschläge sowie Legierungsmittel gebildet.
  - d) Sekundärmetallurgische Schlacke (SEKS), die bei der Nachbehandlung von Rohstahl im Rahmen der Herstellung von Qualitäts- und Massenstählen entsteht.
3. Metallhüttenschlacke (kurz MHS) umfasst Schlacken aus den Zuschlägen der Verhüttung von Kupfer-, Zink-, Blei- und Chromerz mit Eisen als Austauschmetall. Eisensilikatschlacke aus der Kupfererzeugung (kurz CUS) ist eine MHS, die bei der pyrotechnischen Kupferverhüttung im Schmelzverfahren, Schachtofenbetrieb oder Elektroofen entsteht.

## Historisches Zitat
„[…], Schlacke, die die Griechen σχωςία nennen, ist der Abgang des ausgeschmolzenen metallhaltigen Erzes im Ofen. Er wird von dem Metall abgezogen, wenn es in den Tiegel hinuntergeflossen ist. Silberschlacke pflegt, da sie mittels eines Hakens aus dem Tiegel entnommen wird, lang gezogen zu werden; sie wird daher von den Griechen besonders έλχνσμα genannt. Dasselbe geschieht jedoch auch bei den Schlacken, die zuletzt in den Hütten anfallen, wo das Silber vom Kupfer geschieden wird. Schlacke bildet sich bei den Gold-, Silber-, Kupfer-, Zinn-, Blei- und Eisenerzen. Bei den Quecksilber- und Wismuterzen bildet sie sich nicht, weil derartige metallhaltige Erze nicht in Öfen geschmolzen werden, da die Metalle daraus leicht sozusagen ausschwitzen.“

## Mineralogische Zusammensetzung
Unter dem Aspekt ihres Gefüges können Schlacken grob in kristalline und glasige Schlacken eingeteilt werden, wobei der Endzustand der erstarrten Schlacke weitgehend von den Abkühlungsbedingungen abhängt.
Als wichtigste Gefügebestandteile kristalliner Hochofenschlacken werden u. a. folgende Mineralphasen aufgeführt: Sulfide wie Magnetkies, Alabandin, Oldhamit; Oxide wie Spinell, Magnetit, Periklas und Calciumoxid; und von den Silikaten die Vertreter der Olivingruppe (mit Forsterit, Fayalit, Tephroit, Monticellit, Merwinit, Larnit, Rankinit), Wollastonit, Pseudowollastonit, Augit, Diopsid, Vertreter der Melilithgruppe, Biotit, Leucit und Anorthit. Dabei machen die – in natürlichen Gesteinen eher seltenen – Vertreter der Melilithgruppe Gehlenit, Åkermanit bzw. ihre Mischkristalle regelmäßig die Hauptgemengteile aus.
Die bei der Verhüttung von Kupfererzen bei der Abtrennung des Kupfersteins zurückbleibende Schlacke besteht demgegenüber aus Olivin (bevorzugt Fayalit), Pyroxenen der Diopsid-Hedenbergit-Reihe, Åkermanit, Magnetit, Kassiterit, Zinkblende (Sphalerit), Kupferglanz, Kupferkies, Delafossit, und gediegen Kupfer. Meist ist zudem Glas vorhanden.
Bei der Bleiverhüttung entstehende Schlacken enthalten neben den silikatischen Hauptphasen Fayalit, Åkermanit, Willemit und Celsian reichlich Sulfide, etwa Zinkblende, Wurtzit, Magnetkies, Kupferglanz, Buntkupferkies, Cubanit, Magnetkies und (selten) Bleiglanz, daneben Magnetit.

## Verwendung
Schlacken werden in der Metallurgie zunächst als Abdeckung eingesetzt, um die flüssige Metallschmelze nach oben hin thermisch zu isolieren. Im Elektrolichtbogenofen wird der Lichtbogen von der Schlacke umgeben. Neben einer akustischen Dämpfung wird die thermische Verluststrahlung durch die Schlacke reduziert. Die Schlacke dient darüber hinaus als chemisch reaktive Schicht, insbesondere bei der Sekundärmetallurgie.
Homogene Schlacken, die in größeren Mengen entstehen, werden seit langer Zeit als qualitativ hochwertige Sekundärrohstoffe in der Zementindustrie, im Verkehrsbauwesen und in der Landwirtschaft eingesetzt. Schlacken schonen damit Primärrohstoffvorkommen. Durch die Verwendung von Eisenhüttenschlacke konnte z. B. in den letzten sieben Jahrzehnten allein in Deutschland über eine Milliarde Tonnen Naturgestein ersetzt werden – das entspricht dem Volumen der Zugspitze. Von den in Deutschland jährlich entstehenden etwa 13,5 Millionen Tonnen Eisenhüttenschlacken werden über 95 % stofflich genutzt.
Beispielsweise dient granulierte Hochofenschlacke (so genannter Hüttensand) fein gemahlen als Komponente verschiedener Zementsorten. Schlackenbasierte Zemente und Betone haben sich bewährt, u. a. auch bei Gebäuden und Anlagen, an die höchste Ansprüche gestellt werden (z. B. Trinkwasseranlagen, Wasser- und Klärwerke, Industrieanlagen, Parkhäuser, Schornsteine, Silos, Talsperren).
Im Straßen- und Wegebau wird Schlacke als Gesteinskörnung verwendet. Hochofen- und Stahlwerksschlacken etwa kommen in Schichten mit und ohne Bindemittel sowie im Erdbau zum Einsatz. Sie zeichnen sich durch eine lange Lebensdauer, hohe Tragfähigkeit, Frost- und Hitzebeständigkeit und sehr gute Griffigkeit aus.
Schlacke wird auch zur Herstellung von mineralischen Düngemitteln (Konverterkalk, Thomasphosphat) verwendet. Deren Qualität und Umweltverträglichkeit haben Feldversuche im Schwarzwald belegt.
Im Pflasterbau lassen sich sogenannte Schlackensteine mit festen Steinformaten verwenden (unter anderem Mansfelder Kupferschlackensteine). Mit einer Dichte von 2800 kg/m³ bis 4000 kg/m³ ist massive Schlacke mindestens so schwer wie Granit. Schlacke, die beim Erstarren Luft eingeschlossen hat, ist deutlich leichter. Schlackenwolle kommt bei der Wärmedämmung zur Anwendung. Bei älteren Häusern, die in der Nähe von Gusswerken gebaut wurden, kam Schlacke oft direkt als Dämmmaterial zum Einsatz.
In der Metallhüttenindustrie wird die Schlacke aus der Kupferherstellung als Eisensilikatgestein oder Eisensilikat bezeichnet. Sie wird (wie Stahlwerksschlacke auch) unter anderem in der Strahltechnik als Strahlmittel eingesetzt.

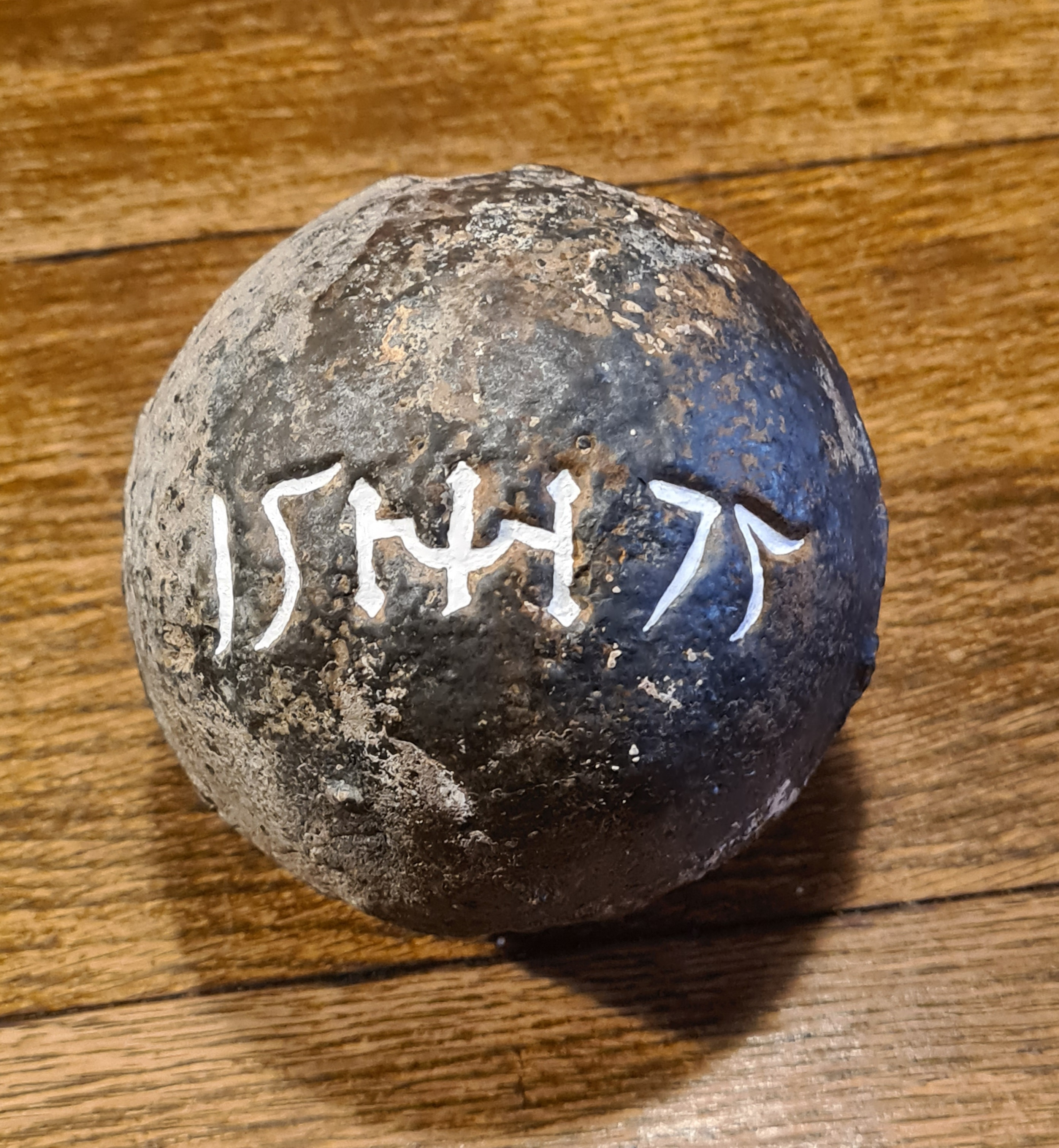
Kanonenkugel aus Schlacke mit dem Herstellungsjahr (1575) und dem Monogramm von Herzog Julius (HJ), Durchmesser 9,5 cm, Gewicht 1928 Gramm

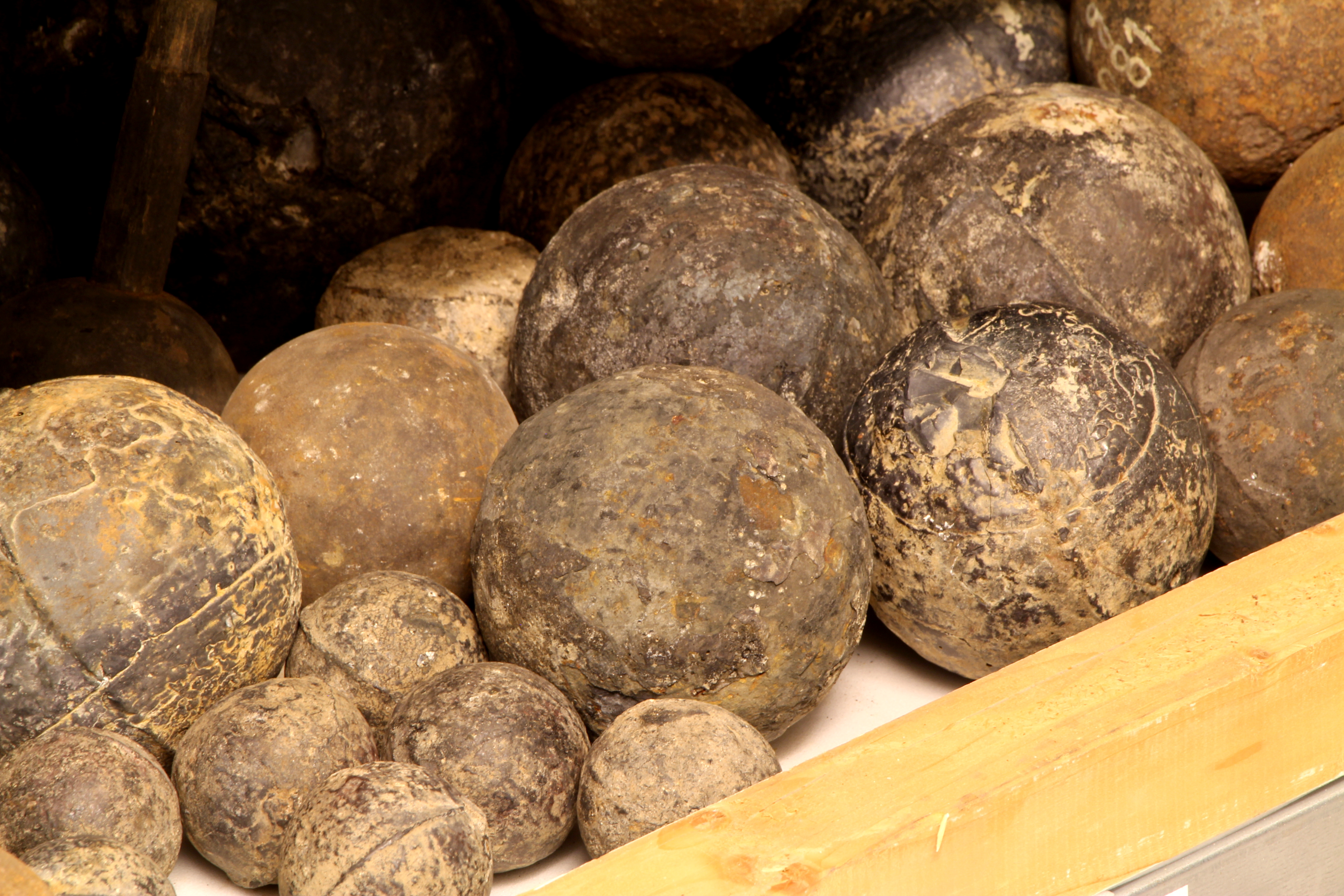
Kanonenkugeln aus Schlacke im Braunschweigischen Landesmuseum

### Kanonenkugeln aus Schlacke
Im Jahr 1569 erfand Julius, Herzog von Braunschweig und Lüneburg, Fürst von Braunschweig-Wolfenbüttel eine neue Art der Artilleriemunition. Es waren Kanonenkugeln, gegossen aus der Schlacke der Metallhütten des Harz, deren Ausbau er während seiner Regierungszeit (1568–1589) vorantrieb.
Zwischen 1569 und 1585 wurden in den Metallhütten Frau-Sophienhütte und Herzog-Juliushütte Tausende solcher Kugeln in unterschiedlichen Kalibern gegossen. So erreichten z. B. im Jahr 1572 bereits 54.000 Stück dieser Kugeln die Stadt Wolfenbüttel, während noch 73.824 weitere in den Metallhütten vorrätig lagerten. Ein großer Teil der gefertigten Kanonenkugeln trug eine eingegossene Markierung, bestehend aus der Jahreszahl der Fertigung und dem Monogramm des Herzoges.
Diese Kugeln wurden teils als Handelsware verkauft, teils als persönliche Tauschware von Herzog Julius verwendet.
Der große (und vielleicht einzige) Vorteil der Schlacke-Kugeln war die enorme Einsparung von Eisen (im Vergleich zu herkömmlichen, aus Eisen gegossenen Kanonenkugeln). Gleichzeitig fand die bei der Verhüttung von Erz als Abfallprodukt anfallende Schlacke eine Verwendung.
Aufgrund der Materialeigenschaften der Schlacke, in Verbindung mit mangelnder Verarbeitungstechnik bei der Herstellung, erwiesen sich die auf diese Weise gegossenen Kanonenkugeln allerdings nur bedingt als Artilleriemunition tauglich. Wie zeitgenössische Beschussversuche zeigten, zerbrachen die Kugeln bereits entweder beim Abfeuern im oder kurz nach Verlassen des Kanonenrohres. Dies mag der Grund sein, warum diese Materialzusammensetzung sich für Artilleriegeschosse in späteren Jahrhunderten nicht durchgesetzt hat.

### Gebäude aus Schlacke in Oberbayern
Bis zum Ende des 19. Jahrhunderts wurden in den heutigen Landkreisen Traunstein und Berchtesgadener Land Häuser aus Schlackensteinen erbaut, da diese durch die enthaltenen Lufteinschlüsse eine ähnlich gute Wärmedämmung haben wie die heute verwendeten Mauerziegel und zudem dekorativ wirken. Diese stammten aus dem Mitte des 20. Jahrhunderts stillgelegten Eisenerzbergwerk in Achthal bei Neukirchen (heute Marktgemeinde Teisendorf, Landkreis Berchtesgadener Land) und der Maximilianshütte in Bergen (Chiemgau). Neben vielen Bauernhäusern existieren heute noch größere Gebäude aus Schlackenstein, wie zum Beispiel der Bahnhof Bergen/Obb. an der Eisenbahnstrecke München–Salzburg, oder die 1912 stillgelegte Saline in Traunstein.

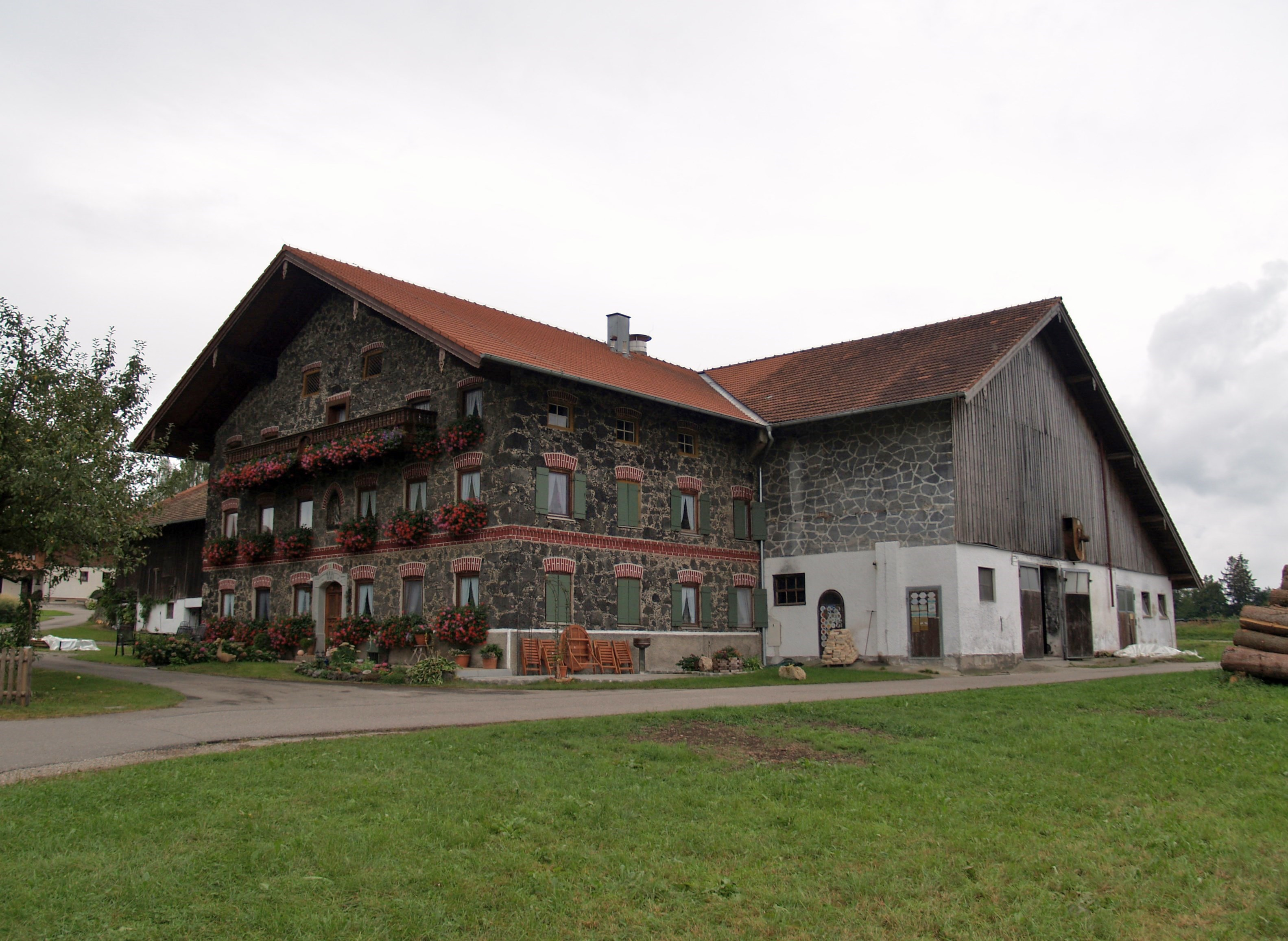
Bauernhaus Gemeinde Petting
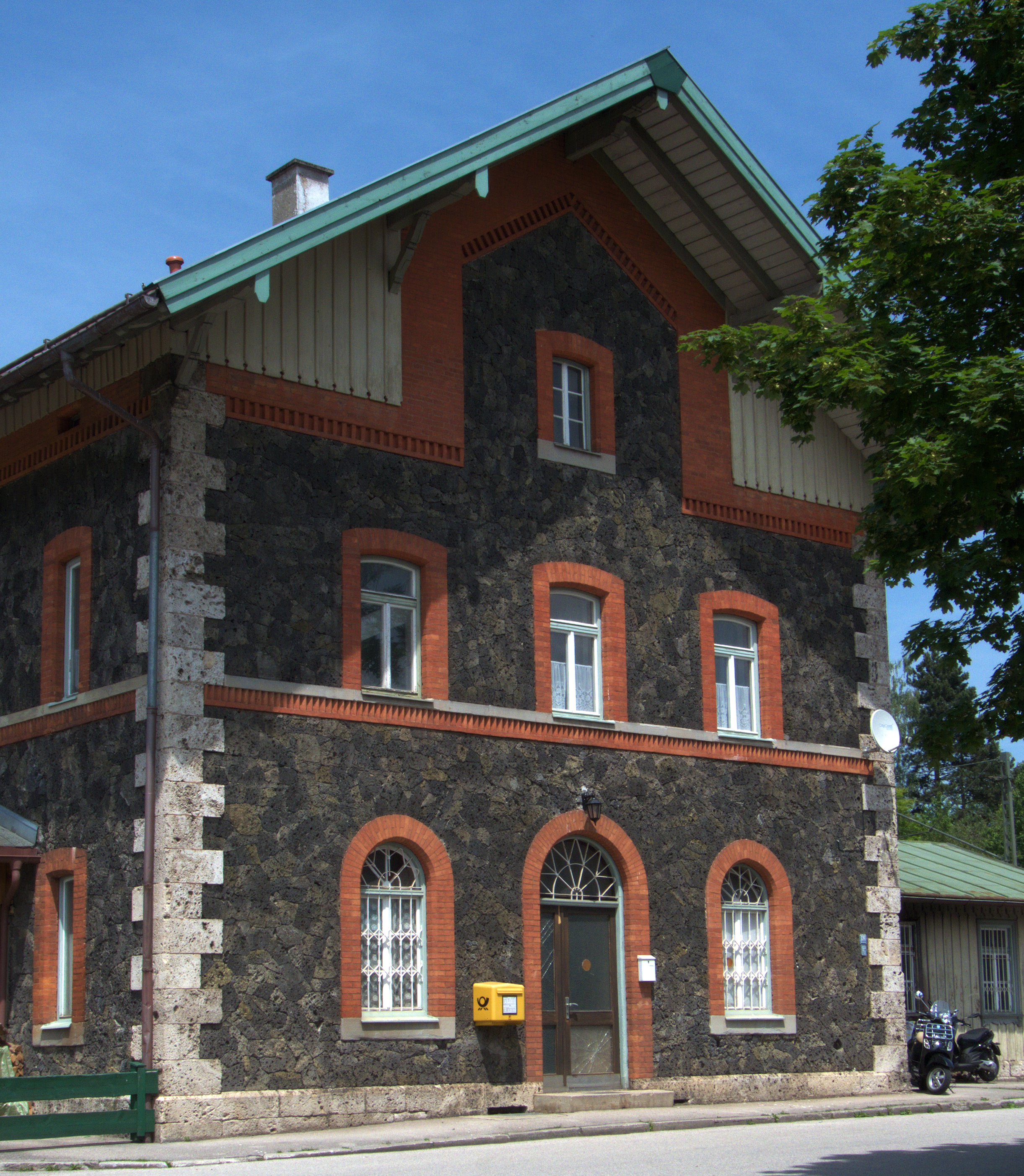
Bahnhof Bergen (Obb)
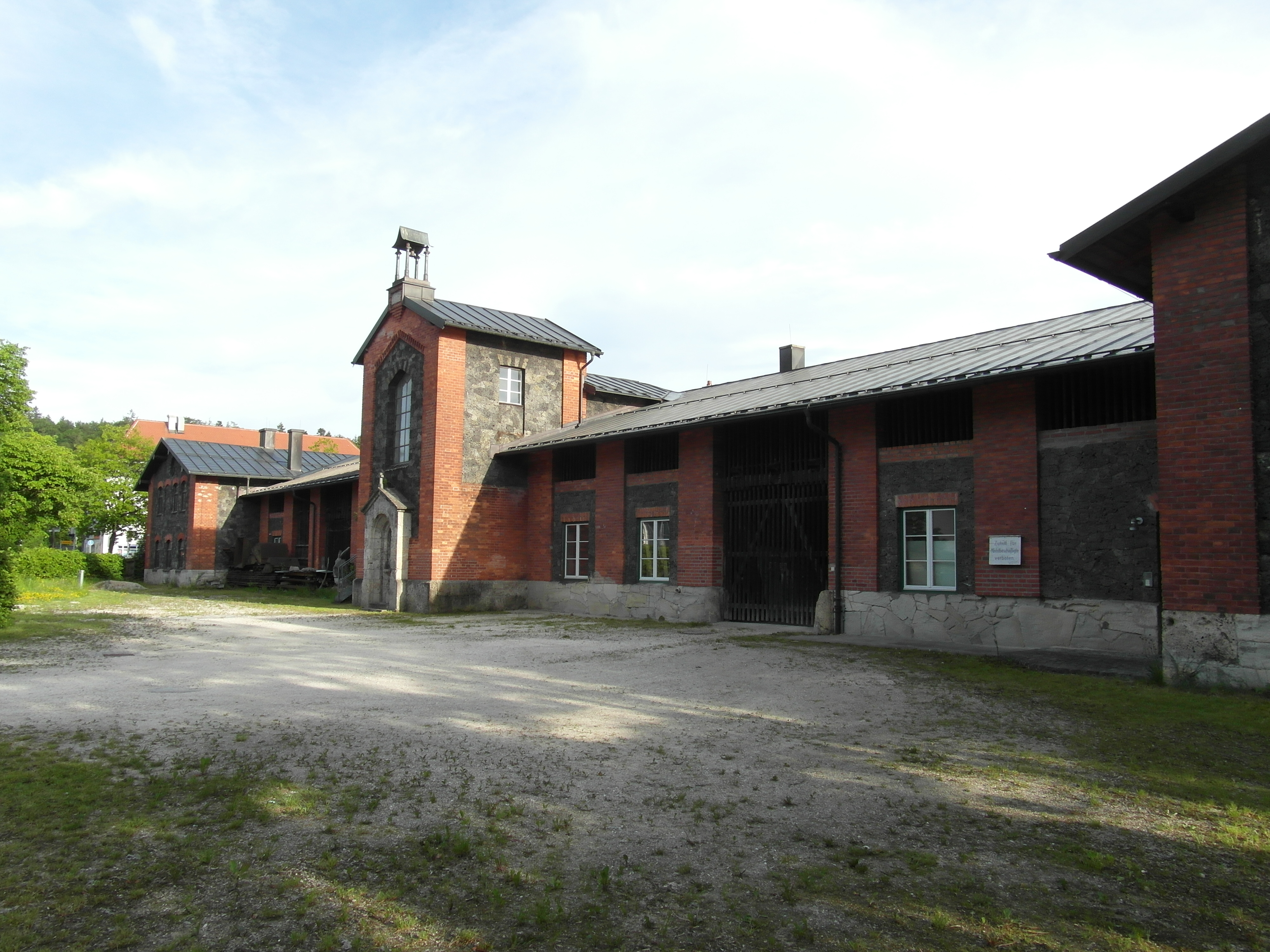
Saline in Traunstein

## Bezeichnung

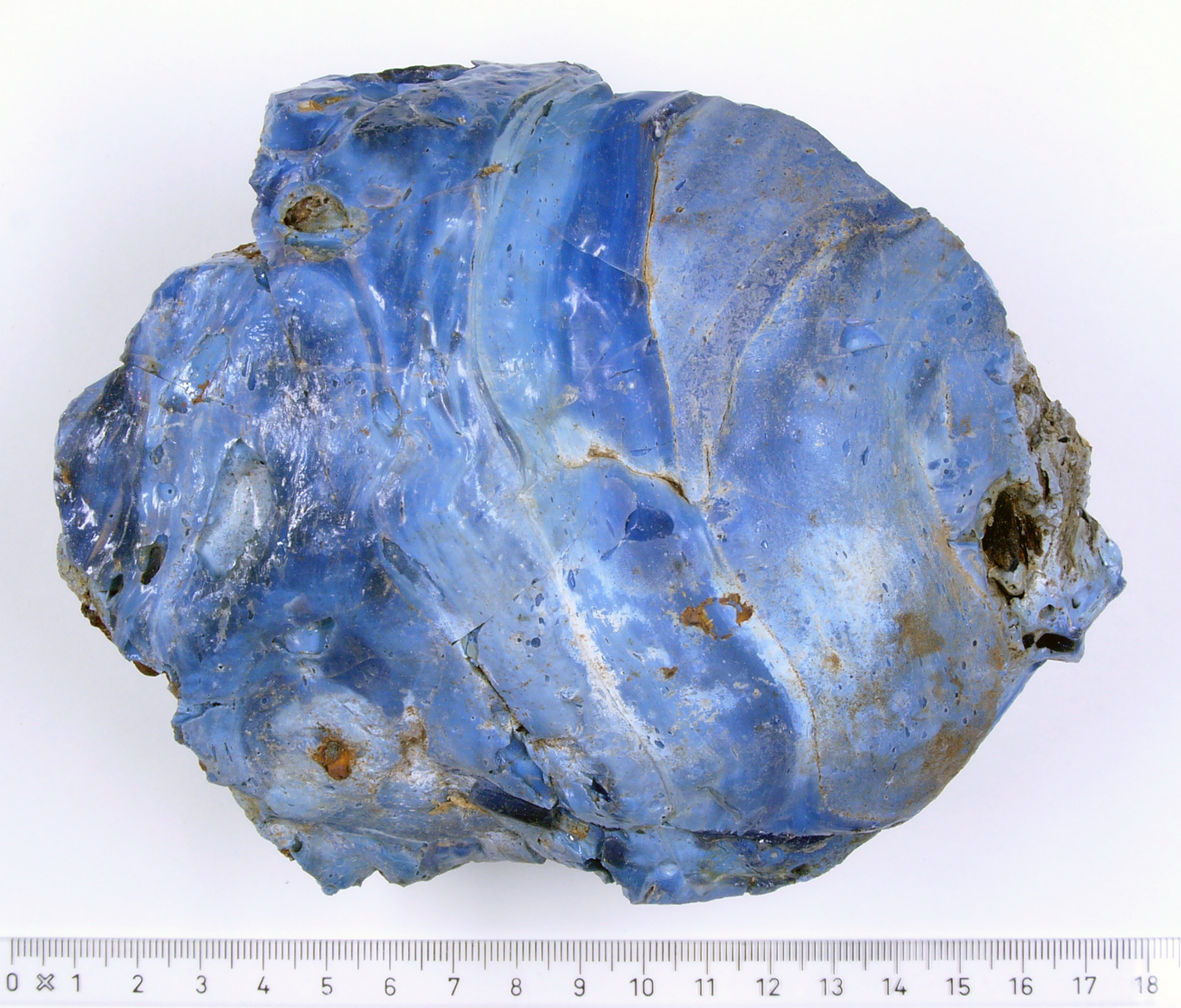
Bodeachat genannte Schlacke aus Eisen- und Kupfererzverhüttung, kann in der Bode nahe Treseburg sowie in der Sieber gefunden werden

Bodeachat genannte Schlacke aus Eisen- und Kupfererzverhüttung kann in der Bode nahe Treseburg sowie in der Sieber gefunden werden.
Verbackene Schlacke mit Eisenresten wird auch als Bären bezeichnet.
Eine wichtige Kenngröße bei metallurgischen Schlacken ist die sogenannte Basizität, mit der das Verhältnis von CaO (manchmal auch CaO + MgO) zu SiO2 bezeichnet wird. Demnach kann man die Schlacken in saure oder basische Schlacken einteilen, wobei CaO und MgO die basischen Komponenten sind, SiO2 die saure.

## Umweltschutz
Der Gehalt an umweltrelevanten Bestandteilen in Eisenhüttenschlacken ist generell sehr niedrig und mit denen natürlicher Gesteine – vor allem vulkanischen Ursprungs – vergleichbar. Zahlreiche Studien belegen, dass weder der Einsatz von schlackenhaltigen Düngemitteln noch die Verwendung von (Verkehrs-)Baustoffen mit Eisenhüttenschlacken zu einer Beeinträchtigung der Umwelt führen. Neuere wissenschaftliche Untersuchungen bestätigen auch vorherige Ergebnisse zum Chromgehalt: In den in Frage kommenden Stahlwerksschlacken finden sich ausschließlich unbedenkliche Chrom-(III)-haltige Verbindungen, ein für Mensch und Tier essentielles Spurenelement. Das gesundheitsgefährdende Chrom (VI) konnte in Eisenhüttenschlacken nicht nachgewiesen werden.
Auch Behörden prüfen die Umweltverträglichkeit von Eisenhüttenschlacke. Sie erfüllt z. B. die ökologischen Anforderungen der Runderlasse des Umwelt- und Verkehrsministeriums in Nordrhein-Westfalen, nach denen Eisenhüttenschlacke sogar in bestimmten Wasserschutzgebieten verwendet werden darf. Das Umweltbundesamt hat Eisenhüttenschlacke als nicht wassergefährdend – nwg gemäß der Verordnung über Anlagen zum Umgang mit wassergefährdenden Stoffen (AwSV) eingestuft, die seit August 2017 in Kraft ist. Das Umweltverhalten von Eisenhüttenschlacke wird darüber hinaus seit langer Zeit mittels chemischer und mineralogischer Analysen sowie Auslaugversuchen im Labor- und halbtechnischen Maßstab untersucht. Die Ergebnisse, die u. a. im Rahmen von Eigen- und Fremdüberwachungen erhalten werden, werden den zuständigen Behörden regelmäßig übermittelt. Neben den zuvor beschriebenen Untersuchungen wurden sehr aufwendige toxikologische und ökotoxikologische Untersuchungen im Rahmen der Umsetzung der Europäischen Chemikalienverordnung REACH durchgeführt. Als Resultat konnte Eisenhüttenschlacke als nicht gefährliche Substanz registriert werden.
Ausgelöst durch eine öffentliche Debatte um eine mögliche Gesundheitsgefährdung durch Schlacke bei Verwendung im Straßenbau wurde im Jahre 2013 von Greenpeace Österreich und ASFINAG beim Umweltbundesamt Österreichs eine Analyse des Gefährdungspotentials in Auftrag gegeben. Im Ergebnis wurde eine Verwendung von Schlacke in gebundener Form als vertretbar befunden.
Neben der Schonung natürlicher Ressourcen verringert die Verwendung von Schlacken auch den CO2-Ausstoß.
Eisenhüttenschlacke oder Produkte mit Eisenhüttenschlacke sind als industrielles Nebenprodukt kein Abfall im Sinne des Kreislaufwirtschaftsgesetzes. Sie sind folglich auch kein gefährlicher Abfall laut Europäischem Abfallverzeichnis (EAV) bzw. der deutschen Abfallverzeichnisverordnung (AVV).

## Normen und Standards
- DIN 4301 – Eisenhüttenschlacke und Metallhüttenschlacke im Bauwesen
- Merkblatt über die Verwendung von Eisenhüttenschlacken im Straßenbau
- Merkblatt über die Verwendung von Metallhüttenschlacken im Straßenbau
- Merkblatt über die Verwendung von Hüttensand in Frostschutz- und Schottertragschichten, sekundärmetallurgischen Schlacken sowie Edelstahlschlacken im Straßenbau